# 桃源州
桃源州，元朝的一个州。
元贞元年（1295年）升桃源县置，治所在今湖南省桃源县。属常德路。辖境相当今桃源县。明朝洪武二年（1369年）降为桃源县。 